# Verdrag van Fontainebleau (oktober 1807)

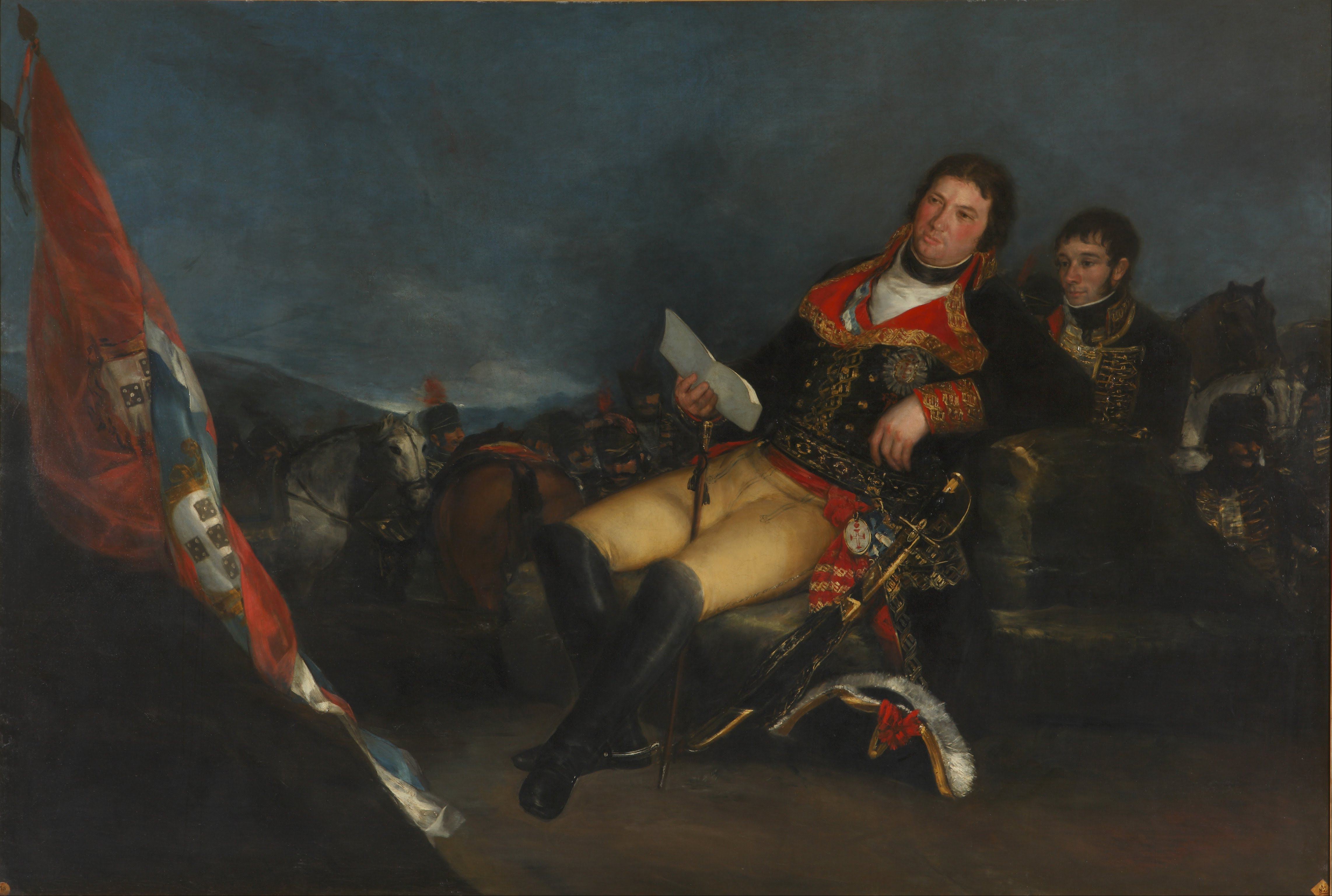
De Spaanse premier Manuel de Godoy, hier geschilderd in 1801 door Francisco de Goya, zou het zuidelijk deel van Portugal als koninkrijk krijgen

Het Verdrag van Fontainebleau was een geheim verdrag op 27 oktober 1807 waarbij Frankrijk en Spanje overeenkwamen om gezamenlijk Portugal aan te vallen en van de kaart te vegen. Het verdrag werd getekend in het Franse koninklijk paleis Fontainebleau tussen keizer Napoleon I en koning Karel IV van Spanje. Ook de feitelijke heerser van Spanje, premier Manuel de Godoy, was aanwezig bij de ondertekening van het verdrag.
Het verdrag kan gezien worden als het begin van de Spaanse Onafhankelijkheidsoorlog. Het gaf Napoleon de mogelijkheid om Franse legers Spanje binnen te sturen met het voorwendsel Portugal aan te vallen. In werkelijkheid bezetten de Franse troepen in 1808 Spanje zelf. Napoleon dwong de Spaanse koning tot aftreden en plaatste zijn broer Jozef Bonaparte op de troon.

## Bepalingen
Het Verdrag van Fontainebleau bepaalde dat Portugal in drie delen opgedeeld zou worden:
- Het noordelijk deel van Portugal (tussen de Miño en Douro) werd het koninkrijk Noord-Lusitania. Karel Lodewijk van Bourbon-Parma, koning van het in 1801 gecreëerde koninkrijk Etrurië in Toscane, zou dit koninkrijk krijgen in ruil voor Etrurië, dat geannexeerd werd door Frankrijk.

- Het middelste deel zou Portugal blijven heten en geannexeerd worden door Frankrijk.

- Het zuidelijk deel van Portugal (ten zuiden van de Taag) zou het koninkrijk van de Algarve worden, met de Spaanse premier Godoy op de troon.

Daarnaast kwamen Frankrijk en Spanje overeen om de Portugese koloniën onder elkaar  te verdelen.

## Gevolgen
Nadat Portugal in november 1807 weigerde zich aan te sluiten bij het Continentaal Stelsel gaf Napoleon bevel aan generaal Junot om de invasie te beginnen. Franse en Spaanse troepen vielen Portugal binnen, en op 1 december stond Junot in Lissabon. Koningin Maria I van Portugal en kroonprins Johan VI wisten naar Brazilië te ontsnappen.
Van de opdeling van Portugal kwam echter niets terecht. Na acht maanden Franse bezetting brak in 1808 een Portugese opstand uit, waarna Britse troepen onder bevel van Arthur Wellesley, de latere hertog van Wellington, in Portugal landden. De Portugese rebellen en Britse troepen versloegen de Fransen in de beslissende Slag bij Vimeiro op 20 augustus, en op 30 augustus tekende de Franse generaal Junot een wapenstilstand, de Conventie van Sintra, waarbij de Franse troepen door de Britse marine uit Portugal geëvacueerd werden. De  milde behandeling van de Fransen was tegen de zin van Wellington, die door wilde vechten, en veroorzaakte een groot schandaal in het Verenigd Koninkrijk. In de jaren hierna zou Portugal als basis dienen voor de geallieerde strijd tegen de Fransen op het Iberisch Schiereiland, die uiteindelijk in 1814 verslagen werden.